# Iferhounène
Iferhounène é um distrito da província de Tizi Ouzou, no norte da Argélia. Em 2008, sua população era de 28 167 habitantes.